# Kościół św. Marty w Norymberdze
Kościół św. Marty – gotycki kościół protestancki, znajdujący się w Norymberdze.

## Źródła
- Michael Diefenbacher, Rudolf Endres (Hrsg.): Stadtlexikon Nürnberg. 2., verbesserte Auflage. W. Tümmels Verlag, Nürnberg 2000, ISBN 3-921590-69-8
- Günter P. Fehring, Anton Ress (Begr.), Wilhelm Schwemmer (Bearb.): Die Stadt Nürnberg. (= Bayerische Kunstdenkmale). 2. Auflage. Deutscher Kunstverlag, München 1977, ISBN 3-422-00550-1, S. 192–196.